# Take a Back Seat Mister Jackson
Take a Back Seat, Mister Jackson – singel amerykańskiej piosenkarki jazzowej Inez Jones, wydany w 1952 przez wytwórnię RCA Victor.
Podczas sesji nagraniowej 17 lipca 1952 w Radio Recorders Studio w Los Angeles Jones nagrała kilka utworów, które RCA Victor wydała na 10-calowych płytach szybkoobrotowych (78 obr./min.). Jedną z nich był singel z utworami "Take a Back Seat, Mister Jackson" (A) i "They Say" (B). Piosenkarce towarzyszyli w studiu muzycy znani ze sceny West Coast jazzu.

## Muzycy
- Inez Jones - śpiew
- Howard Biggs - fortepian
- Red Callender - kontrabas
- Chico Hamilton - perkusja (nazwisko muzyka zapisane zostało jako: Foreststorn Hamilton)

## Lista utworów
1. "Take a Back Seat, Mister Jackson"  (Inez Loewer, Don Johnson)  - 2:24
2. "They Say"  (muz. Paul Mann, Stephen Weiss, sł. Edward Heyman)  - 2:22